# 카를 달하우스

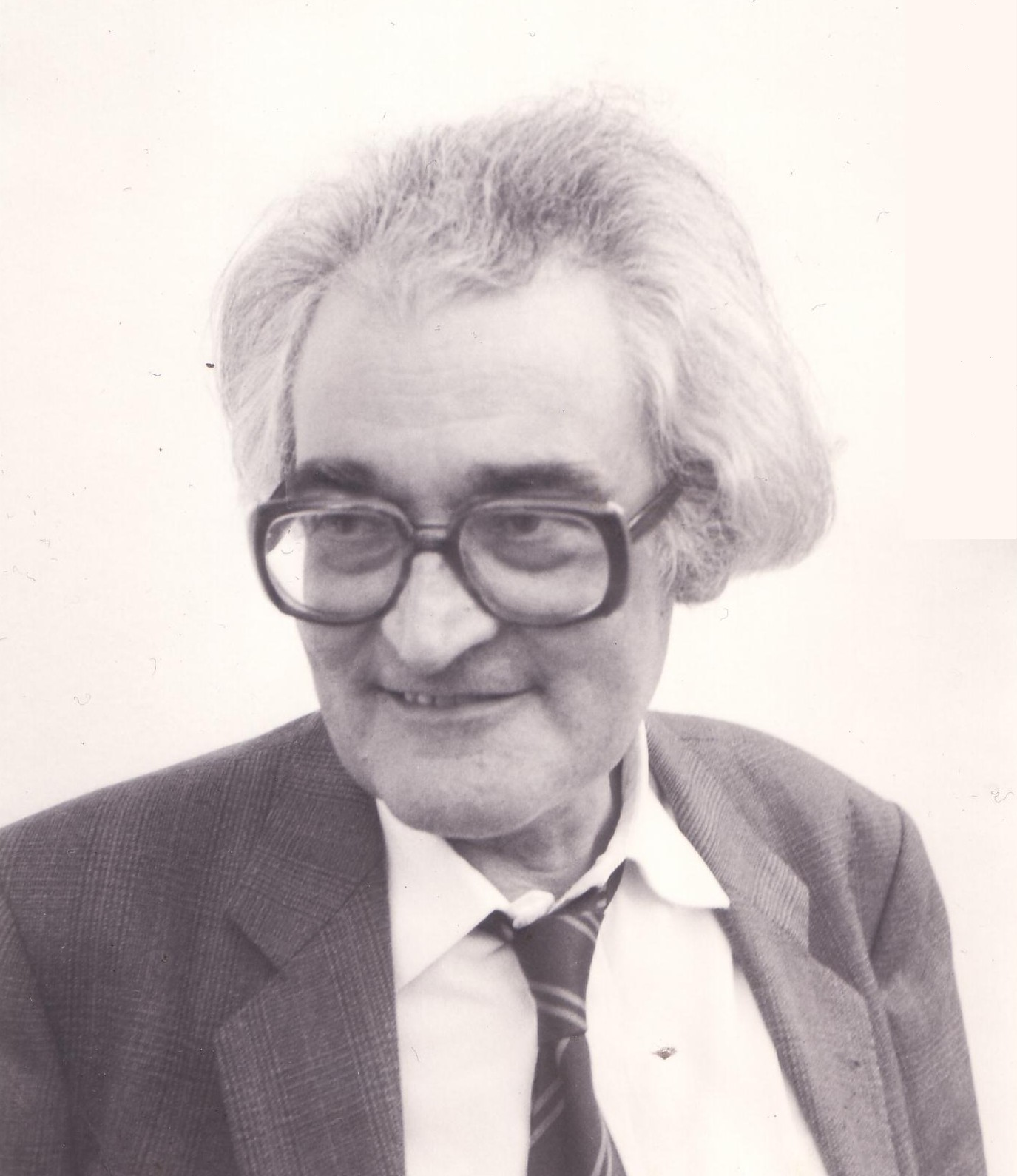
카를 달하우스.

카를 달하우스(독일어: Carl Dahlhaus, 1928년 6월 10일 ~ 1989년 3월 13일)는 독일 출신의 음악학자이다.

## 생애 및 업적
1928년 독일 하노버에서 태어나 괴팅겐대학교 법과대학에서 법학을, 프라이부르크대학교 인문대학에서 음악사학을 공부하였고, 1953년 괴팅겐대학교 인문대학 음악사학과에서 조스캥 데 프레의 미사곡에 관한 연구로 박사학위를 받았다. 킬 대학교에서 지역 음악사 연구소 직원으로 근무하며, 1966년 화성적 조성의 형성과정 연구로 하빌리타치온(교수자격)을 획득했다. 1967년부터 베를린공과대학교 음악사학과 교수로 재직하였다.
달하우스의 주요 연구분야는 음악사 이외에 19세기 및 20세기 음악 미학, 그리고 음악 이론이었다. 이 분야들의 권위있는 다수의 학술서를 집필하였다.
달하우스는 20세기의 음악학의 대표적 음악학자 중 하나로 꼽힌다.

## 수상
생전 독일연방공화국 학술원 인문학 분과 회원이었으며 인문학적 공로를 인정받아 1985년 독일 정부로부터 대십자공로훈장을 수여받았다.